# Shotesham
Shotesham – wieś w Anglii, w hrabstwie Norfolk, w dystrykcie South Norfolk. Leży 10 km na południe od Norwich i 152 km na północny wschód od Londynu. Miejscowość liczy 539 mieszkańców.